# 勒内·库努瓦耶
勒内·库努瓦耶（法語：René Cournoyer，1997年4月23日—）生于魁北克省勒庞蒂尼，是一名加拿大男子竞技体操运动员，曾就读于蒙特利尔大学。他在七岁时开始练习体操，原先他想加入家乡的一家蹦床俱乐部，后来他发现俱乐部里远不止蹦床，还包括竞技体操等运动，他便开始在那里练习竞技体操。10岁时，他开始参加全国级比赛，15岁时，他开始参加国际比赛。2015年，他正式加入成年国家队，并在同年首次参加世界锦标赛。